# Dendrothele moquiniarum
Dendrothele moquiniarum är en svampart som först beskrevs av Viégas, och fick sitt nu gällande namn av P.A. Lemke 1965. Dendrothele moquiniarum ingår i släktet Dendrothele och familjen Corticiaceae.   Inga underarter finns listade i Catalogue of Life.